# 英洸貴
英 洸貴（はなぶさ ひろき、1998年12月21日 - ）は、日本のプロボクサー。石川県内灘町出身。カシミボクシングジム所属。

## 来歴
長兄の征矢は元プロボクサー（リングネーム:ユキヤハナブサ）で次兄の利騎はアマチュアボクサーだった。
小学3年生からボクシングを始めて、U-15ボクシング全国大会で優勝。内灘高校に進学。
2017年4月29日、石川県産業展示館で張方勇とスーパーフライ級4回戦を戦い、4回3-0（40-36x3）判定勝ちでデビュー戦を白星で飾った。
2018年12月23日、スーパーバンタム級新人王西軍代表として、東軍代表の三尾谷昂希と対戦し、5回1-0（48-47、48-48x2）の引き分けとなるも、規定によって全日本新人王を獲得した。
2019年10月17日、中国・上海でアーヤチ・サイリクエと対戦し、8回0-1（76-76×2、75-77）の引き分けとなった。
2020年8月9日、枚方市総合体育館で日本スーパーバンタム級ユース王者の下町俊貴に挑戦し、5回1分59秒TKO負けを喫し、ユース王座獲得に失敗した。
2021年3月25日、後楽園ホールで福井勝也と対戦し、8回0-3（72-80×2、73-79）で判定負けを喫した。
2021年11月13日、大阪府立体育会館第2競技場で日本フェザー級ユース王者の亀田京之介に挑戦し、8回3-0（76-75×2、77-75）で判定勝ちを収め、ユース王座を獲得した。
2022年7月30日、石川県の内灘町総合体育館で髙橋利之と対戦し、8回3-0（77-75、78-74、79-73）で判定勝ちを収め、ユース王座初防衛に防衛した。
2022年12月18日、大阪市立住吉区民センターでデカナルド闘凜生と対戦し、8回1-1（96-94、95-95、94-96）の引き分け判定となった。
2023年3月19日、石川県の内灘町総合体育館で日本フェザー級10位の渡邊海と対戦し、8回2-1（76-75×2、74-77）の判定勝ちを収め、ユース王座2度目の防衛に成功した。試合後に年齢の規定によりユース王座を返上した。
2024年3月15日、後楽園ホールで中川抹茶と対戦するも、8回1-1（77-75、75-77、76-76）の引き分けとなった。
2024年9月14日、スイス・ベルンでWBOインターコンチネンタルスーパーフェザー級王座決定戦でアンジェロ・ペナと対戦し、10回0-3（91-99、90-100、92-98）の判定負けを喫し、王座獲得に失敗した。
2025年1月18日、後楽園ホールにてOPBF東洋太平洋フェザー級タイトルマッチ12回戦でOPBF東洋太平洋フェザー級王者の中野幹士に挑戦し、3回2分5秒KOで破れ、王座獲得に失敗した。

## 戦績
- アマチュア - 27戦19勝8敗
- プロ - 24戦14勝（6KO）5分5敗

| 戦           | 日付           | 勝敗 | 時間    | 内容    | 対戦相手                       | 国籍           | 備考                                                               |
| ------------ | -------------- | ---- | ------- | ------- | ------------------------------ | -------------- | ------------------------------------------------------------------ |
| 1            | 2017年4月29日  | ☆    | 4R      | 判定3-0 | 張方勇                         | 中国           | プロデビュー戦                                                     |
| 2            | 2017年12月17日 | ☆    | 4R 1:00 | TKO     | 松谷日雅（井岡）               | 日本           |                                                                    |
| 3            | 2018年4月30日  | △    | 4R      | 判定1-0 | 溝越斗夢（緑）                 | 日本           | 2018年度中日本スーパーバンタム級新人王予選                         |
| 4            | 2018年8月5日   | ☆    | 4R      | 判定3-0 | 後藤憬（中日）                 | 日本           | 2018年度中日本スーパーバンタム級新人王決勝戦                       |
| 5            | 2018年9月30日  | ☆    | 2R 1:31 | TKO     | 伊川卓也（HKスポーツ）         | 日本           | 2018年度中日本・西部日本スーパーバンタム級新人王対抗戦             |
| 6            | 2018年11月18日 | ☆    | 5R      | 判定3-0 | 原優奈（渥美）                 | 日本           | 2018年度スーパーバンタム級新人王戦西軍代表決定戦                   |
| 7            | 2018年12月23日 | △    | 5R      | 判定1-0 | 三尾谷昂希 (帝拳）             | 日本           | 2018年度全日本スーパーバンタム級新人王決勝戦 ※規定により新人王獲得 |
| 8            | 2019年4月21日  | ☆    | 6R      | 判定3-0 | レイモンド・バサス             | フィリピン     |                                                                    |
| 9            | 2019年10月17日 | △    | 8R      | 判定0-1 | アーヤチ・サイリクエ           | 中国           |                                                                    |
| 10           | 2019年12月15日 | ☆    | 8R      | 判定3-0 | バオリン・カーン               | 中国           |                                                                    |
| 11           | 2020年2月11日  | ☆    | 1R 1:12 | KO      | ソラウィエット・バムリングライ | タイ           |                                                                    |
| 12           | 2020年8月9日   | ★    | 5R 1:59 | TKO     | 下町俊貴（グリーンツダ）       | 日本           | 日本ユーススーパーバンタム級タイトルマッチ                         |
| 13           | 2021年3月25日  | ★    | 8R      | 判定0-3 | 福井勝也（帝拳）               | 日本           |                                                                    |
| 14           | 2021年11月13日 | ☆    | 8R      | 判定3-0 | 亀田京之介（ハラダ）           | 日本           | 日本ユースフェザー級タイトルマッチ                                 |
| 15           | 2022年7月30日  | ☆    | 8R      | 判定3-0 | 髙橋利之（KG大和）             | 日本           | 日本ユース防衛1                                                    |
| 16           | 2022年12月18日 | △    | 8R      | 判定1-1 | デカナルド闘凜生（六島）       | 日本           |                                                                    |
| 17           | 2023年3月19日  | ☆    | 8R      | 判定2-1 | 渡邊海（ライオンズ）           | 日本           | 日本ユース防衛2→返上                                               |
| 18           | 2023年11月23日 | ☆    | 3R 2:40 | TKO     | ウォーラポン・ヨーティカ       | タイ           |                                                                    |
| 19           | 2024年3月15日  | △    | 8R      | 判定1-1 | 中川抹茶（角海老宝石）         | 日本           |                                                                    |
| 20           | 2024年6月16日  | ☆    | 4R 1:13 | TKO     | ソムサック・ヌーラン           | タイ           |                                                                    |
| 21           | 2024年9月14日  | ★    | 10R     | 判定0-3 | アンジェロ・ペナ               | ドミニカ共和国 | WBOインターコンチネンタルスーパーフェザー級王座決定戦              |
| 22           | 2025年1月18日  | ★    | 3R 2:05 | KO      | 中野幹士（帝拳）               | 日本           | OPBF東洋太平洋フェザー級タイトルマッチ                             |
| 23           | 2025年3月30日  | ☆    | 1R      | TKO     | ウィラポン・ケトゥナロング     | タイ           |                                                                    |
| 24           | 2025年5月24日  | ★    | 8R      | 判定1-2 | 中川抹茶（角海老宝石）         | 日本           |                                                                    |
| テンプレート |                |      |         |         |                                |                |                                                                    |

## 獲得タイトル
- 全日本スーパーバンタム級新人王
- 第5代日本フェザー級ユース王座（防衛2=返上）